# Флаг Питкярантского района
Флаг муниципального образования Питкярантский район Республики Карелия — это опознавательно-правовой знак, служащий официальным символом муниципального образования. Флаг утверждён Решением Совета Питкярантского муниципального района № 391 от 30 ноября 2016 года и внесён в Государственный геральдический регистр Российской Федерации с присвоением регистрационного номера 11199.

## Описание
Согласно Положению о Флаге Питкярантского района он выглядит следующим образом:
Флаг представляет собой прямоугольное полотнище с отношением ширины флага к длине — 2:3, воспроизводящее герба Питкярантского муниципального района в красном, синем, белом, жёлтом и черном цветах.

## Символика
Символы флага имеют такие же значения, что и символы герба Питкярантского района.
Благородный горностаевый лев — напоминание о дворянском роде Орловых-Чесменских, представители которого владели усадьбой в окрестностях Салми. На гербе рода Орловых-Чесменских во второй четверти его — в червленом поле горностаевый лев с золотыми когтями и языком.
Золотая громовая стрела напоминает о богатых гидроресурсами малых реках, протекающих на территории района, и построенных на них ГЭС.
Две золотые кирки накрест напоминание о горнорудной промышленности, развитой в окрестностях Питкяранты в XIX веке, о старинных шахтах, сохранившихся до сих пор в окрестностях Питкяранты. Ныне горнорудная промышленность района представлена добычей камня и производством щебня из него.
Серебряный нитевидный пояс, к середине утолщающийся, а на концах закрученный в бездны от краев щита, — напоминание о целлюлозно-бумажной промышленности и трех предприятиях (в Питкяранте, Харлу и Ляскеля) практически в течение столетия определявших промышленное развитие края.
Сочетание лазори и червлени на гербе — напоминание о цветах герба Выборгской губернии, в которую исторически входили земли Питкярантского муниципального района.
- Червлень (красный) — храбрость, отвага, неустрашимость, напоминание о том, что в старину территория района была ареной противостояния России и Швеции, храбрости и мужестве русских воинов в старину и советских воинов в XX веке. Цвет крови героев. Кроме того, в русской традиции красный цвет ассоциируется с красотой местной природы, поскольку в древнерусской традиции красный — красивый. Червлень также напоминает о промышленном облике района, сложившемся еще в XIX — начале XX веков, поскольку, красный — это и огонь промышленного производства, и традиционный цвет труда.
- Лазоревый (синий, голубой) — бескрайние просторы Ладоги, реки с водопадами на них, сонные лесные озера.
- Серебро — чистота помыслов, духовность.
- Золото — цвет солнечного сияния.
- Корона установленного образца — статусный элемент, символизирующий ранг муниципального образования как муниципального района[4].

## Использование флага
Согласно пунктам 4.6-4.9 Положения о флаге Питкярантского муниципального района, предусмотрены следующие случаи использования флага Питкярантского района:
При использовании флага в знак траура флаг приспускается до половины высоты флагштока (мачты). При невозможности приспустить флаг, а также, если флаг установлен в помещении, к верхней части древка выше полотнища флаг крепится чёрная сложенная пополам и прикрепленная за место сложения лента, общая длина которой равна длине полотнища флаг, а ширина составляет не менее 1/10 от ширины полотнища флага.
При одновременном подъеме (размещении) флага и Государственного флага Российской Федерации, флаг располагается справа от Государственного флага Российской Федерации (с точки зрения стоящего лицом к флагам). При одновременном подъеме (размещении) флага и флага Республики Карелия, флаг располагается справа от флага Республики Карелия (с точки зрения стоящего лицом к флагам). При одновременном подъеме (размещении) флага, Государственного флага Российской Федерации и флага Республики Карелия, Государственный флаг Российской Федерации располагается в центре, а флаг — справа от центра (с точки зрения стоящего лицом к флагам). При одновременном подъёме (размещении) чётного числа флагов (но более двух), Государственный флаг Российской Федерации располагается слева от центра (если стоять к флагам лицом). Справа от Государственного флага Российской Федерации располагается флаг Республики Карелия, слева от Государственного флага Российской Федерации располагается флаг, справа от флага Республики Карелия располагается флаг иного муниципального образования, общественного объединения, либо предприятия, учреждения или организации.
Размер полотнища флаг не может превышать размеры полотнищ, поднятых (установленных) рядом с ним Государственного флага Российской Федерации (или иного государственного флага), флага Республики Карелия (или флага иного субъекта Российской Федерации). Флаг не может располагаться выше поднятых (установленных) рядом с ним Государственного флага Российской Федерации (или иного государственного флага), флага Республики Карелия (или флага иного субъекта Российской Федерации).
Флаг или его изображение могут быть использованы в качестве элемента или геральдической основы:
- флагов, вымпелов и иных подобных символов органов, организаций, учреждений и предприятий, находящихся в муниципальной собственности, муниципальном управлении или муниципальном подчинении, а также органов, организаций, учреждений и предприятий, учредителем (ведущим соучредителе) которых Питкярантский муниципальный район;
- наград Питкярантского муниципального района;
- должностных и отличительных знаках главы Питкярантского муниципального района, депутатов представительного органа местного самоуправления, выборных и назначаемых должностных лиц, сотрудников местного самоуправления и его подразделений[1].

## Авторы герба
Флаг был разработан и создан авторским коллективом в следующем составе:
- Константин Михайлович Башкиров
- Виктория Валерьевна Карпунина
- Светлана Юрьевна Штейнбах